# Ceromya parviseta
Ceromya parviseta là một loài ruồi trong họ Tachinidae.